# Chefchaouen (provins)
Chefchaouen (arabiska: إقليم شفشاون, franska: Province de Chefchaouen) är en provins i Marocko.   Den ligger i regionen Tanger-Tétouan-Al Hoceïma, 190 km nordost om huvudstaden Rabat. Antalet invånare är 524 602. Arean är 4 180 kvadratkilometer.